# Olympic Boulevard (Los Angeles)
Olympic Boulevard – ulica w hrabstwie Los Angeles biegnąca ze wschodu na zachód. Rozciąga się od 4th Street (Czwartej Ulicy) w Santa Monica do East Los Angeles. Ulica przebiega przez śródmieście (downtown) Los Angeles, West Los Angeles, Westwood, Century City, Beverly Hills i Hancock Park.
Oryginalną nazwą ulicy było 10thStreet (Dziesiąta Ulica), zmieniona nazwa upamiętnia Letnie Igrzyska Olimpijskie 1932, które odbyły się w Los Angeles.

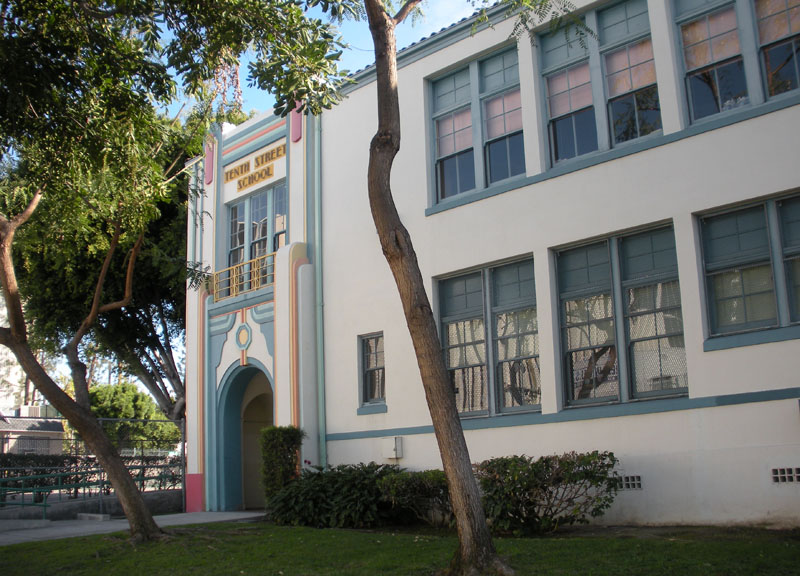
Tenth Street School znajduje się na Olympic Boulevard